# Gconfig
make gconfig là một trong năm công cụ dùng để cấu hình mã nguồn Linux,
bước cần thiết cần làm trước khi biên dịch mã nguồn.
make gconfig sử dụng giao diện đồ họa có dạng mục lục dựa trên thư viện GTK+ cho phép người sử dụng chuột máy tính để chọn các tính năng của Linux được biên dịch.
Giao diện cấu hình này thường được gọi bằng cách sử dụng lệnh make gconfig, trong đó gconfig là một mục tiêu trong Linux Makefile.

## Lịch sử
make gconfig không phải là công cụ cấu hình đầu tiên của Linux. Công cụ tồn tại trước đó là một tiện ích có dạng hỏi và trả lời (make config, make oldconfig). Dạng thứ ba để cấu hình Linux là make menuconfig sử dụng giao diện menu giả đồ họa (chỉ có văn bản thuần) dựa trên ncurses và được điều hướng bằng bàn phím. Dạng thứ tư là make xconfig tương tự như gconfig nhưng yêu cầu thư viện đồ họa Qt. Ngoài ra còn có make nconfig hoạt động tương tự như make menuconfig.
Tất cả các công cụ trên đều hoạt động dựa vào ngôn ngữ cấu hình là Kconfig. 
Kconfig còn được sử dụng trong các dự án khác như bootloader Das U-Boot và công cụ tạo hệ thống Linux nhúng Buildroot.

## Các phần mềm phụ thuộc
Để sử dụng make gconfig, cần có mã nguồn Linux, công cụ make, trình biên dịch C 
và các thư viện phát triển của GTK+ 2.0.
Để cài các thư viện GTK đó trên Ubuntu, sử dụng lệnh:
```
sudo
 
apt-get
 
install
 
libgtk2.0-dev
 
libglib2.0-dev
 
libglade2-dev

```